# ليسوم معتدل
ليسوم معتدل (الاسم العلمي: Illicium modestum) هو نوع نباتي يتبع جنس الليسوم من فصيلة الشزندرية.